# Miège
Miège (en alemán Miesen) es una comuna suiza del cantón del Valais, situada en el distrito de Sierre. Limita al norte con la comuna de Mollens, al este con Salgesch, al sur con Sierre y Veyras, y al oeste con Venthône.